# International Universities Press
L'International Universities Press, Inc. (IUP) era una casa editrice statunitense di riviste accademiche e libri di psicoterapia e discipline affini. Fu fondata nel 1944 e aveva sede a Madison (Connecticut). Ha pubblicato le seguenti riviste:
- Psychoanalysis and Contemporary Thought
- Journal of Clinical Psychoanalysis
- Modern Psychoanalysis
- Psychoanalysis and Psychotherapy
- Gender & Psychoanalysis
- Journal of Imago Relationship Therapy
- GROUP

La società ha cessato le sue attività nel 2003.